# Regionalna Dyrekcja Lasów Państwowych w Pile
Regionalna Dyrekcja Lasów Państwowych w Pile – jedna z 17 Regionalnych Dyrekcji Lasów Państwowych w Polsce.

## Charakterystyka

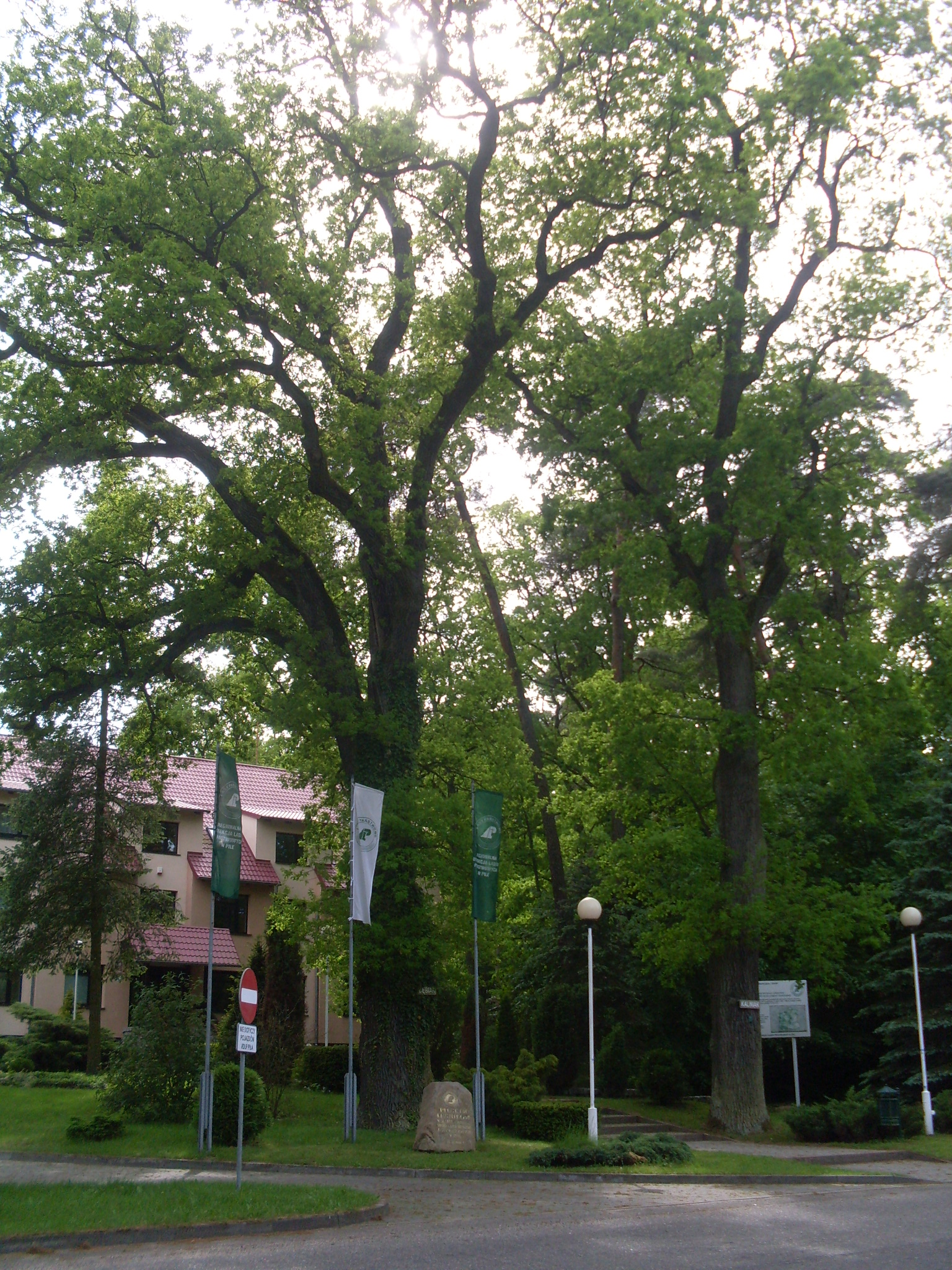
Dęby Kaliniak i Dębiak przed siedzibą RDLP

Dyrekcja obejmuje lasy z województwa wielkopolskiego, zachodniopomorskiego, 
kujawsko-pomorskiego i pomorskiego o powierzchni 348 711 ha. Dzieli się na 20 nadleśnictw: Człopa, Durowo, Jastrowie, Kaczory, Kalisz Pomorski, Krucz, Krzyż, Lipka, Mirosławiec, Okonek, Płytnica, Podanin, Potrzebowice, Sarbia, Trzcianka, Tuczno, Wałcz, Wronki, Zdrojowa Góra, Złotów, 